# Ульянов Михайло Іванович
Михайло Іванович Ульянов ((23 серпня 1958 , Москва ) — російський державний службовець, дипломат. Постійний представник РФ при міжнародних організаціях у Відні з 23 січня 2018 року.

## Біографія
1980 року закінчив Московський державний історико-архівний інститут (МДІАІ) і вступив на дипломатичну службу.
У 1980—1986 роках — співробітник Історико-дипломатичного управління Міністерства закордонних справ СРСР.
У 1986—1990 роках — співробітник Управління міжнародних організацій МЗС СРСР.
У 1990—1995 роках — співробітник Постійного представництва СРСР (з 1991 — Росії) при ООН у Нью-Йорку.
У 1995—1998 роках — співробітник Департаменту міжнародних організацій Міністерства закордонних справ Російської Федерації.
У 1998—2002 роках — співробітник Постійного представництва Росії при НАТО в Брюсселі.
У 2002—2004 роках — начальник відділу Департаменту міжнародних організацій МЗС Росії.
З січня 2004 по вересень 2006 року — заступник директора Департаменту з питань безпеки та роззброєння МЗС Росії.
З вересня 2006 року — керівник російської делегації на віденських переговорах з питань військової безпеки та контролю над озброєннями.
У 2011—2014 роках — директор Департаменту з питань безпеки та роззброєння МЗС Росії.

### Під час російської війни проти України
У 2014—2017 роках — директор Департаменту з питань нерозповсюдження та контролю над озброєннями МЗС Росії.
З 23 січня 2018 — Постійний представник РФ при міжнародних організаціях у Відні. З самого початку роботи у Відні Ульянов та його команда під дипломатичним прикриттям здійснюють заходи, спрямовані на підрив авторитету, територіальної цілісності та суверенітету України.
12 серпня 2022 року заявив, що антиросійські санкції «повністю провалились». 19 серпня у відповідь на публікацію Президента України Зеленського про збройну допомогу США для України в офіційному каналі у твітері Ульянов написав: «Жодної пощади українському населенню». Згодом він видалив свій твіт, заявивши, що «забув, з ким має справу».
Аналітик Ольга Лаутман прокоментувала видалення: «Військовий злочинець-чекіст вибачився за визнання того, що військовими цілями Росії є українці. Ця частина мала триматися в таємниці». Радник керівника Офісу президента Михайло Подоляк зазначив, що заклик до геноциду українського народу є неприйнятним.
МЗС Австрії викликало Ульянова для пояснень після цього висловлювання. У міністерстві заявили, що такі заяви є «нелюдськими».

## Нагороди
- Орден Дружби (16 жовтня 2012 р.) — За великий внесок у реалізацію зовнішньополітичного курсу та зміцнення міжнародних позицій Російської Федерації, підготовку висококваліфікованих кадрів та багаторічну сумлінну роботу

## Сім'я
Ульянов одружений з Валентиною Вікторівною Ульяновою (нар. 8 лютого 1957 року). У них 5 червня 1981 року народилася донька — Олена Михайлівна Ульянова.